# Фудзівара но Садаїе
Фудзівара но Садаїе (яп. 藤原定家, ふじわらのさだいえ; 1162—1241) або Фудзівара Тейка (яп. 藤原定家, ふじわらのていか) — японський урядовець, поет і науковець кінця періоду Хей'ан — початку періоду Камакура. 

## Життєпис
Син придворного поета Фудзівари но Тосінарі. Успадкував посаду батька і заснував стиль «сердечний стиль»японських віршів, особливістю якого було опис надмірного прекрасного з відтінком смутку.
Був одним з упорядників «Нової збірки старих і нових японських пісень» (1205) і та укладачем «Нової збірки Імператорських пісень» (1232). Склав коментар до «Повісті про Ґендзі».
Видав збірку власних віршів «Вибірка глупоти», щоденник «Записи світлих місців» і дослідження з японської поезії «Найкращі пісні сучасності» (1209), «Щомісячні записки» (1219), «Великий конспект пісень» (1222—1224). Вважається автором «Повісті про Святилище Мацура».

## Родина
Його син Фудзівара но Тамеіе також став значним поетом. Онук останнього Кьоґоку Тамекане очолив власний поетичний гурток Кьоґоку. Син Нідзьо Тамеудзі заснував іншу поетичну школу Нідзьо, яку підняв на значний рівень Нідзьо Тамейо.